# Wort-Bild-Marke

Beispiel für eine Wort-Bild-Marke: Kombination von Name und Grafik

Auch ein Schriftzug mit besonderer Schriftgestaltung gilt im Markenrecht als Wort-Bild-Marke

Eine Wort-Bild-Marke oder Wort-/Bildmarke (seltener auch Bild-Wort-Marke genannt) ist eine Marke, die aus einer Kombination von Schrift („Wort“) und grafischen Elementen („Bild“) besteht. Sie wird als Logo verwendet. Wenn die Marke nur aus Schrift besteht, aber mit einer festgelegten Schriftart, gilt sie im Markenrecht ebenfalls als Wort-Bild-Marke.
Im Gegensatz zu Wort-Bild-Marken bestehen Wortmarken aus reinem Text und Bildmarken nur aus Grafik. § 7 der deutschen Markenverordnung behandelt Wortmarken, § 8 behandelt unter der Überschrift „Bildmarken“ Wort-Bild-Marken und Bildmarken. 

## Markenrecht

Das Logo des Schwäbischen Albvereins, eine geschützte Wort-Bild-Marke: gebundener Strauß und zweizeiliger Schriftzug

Markenrechtlich ist eine Wort-Bild-Marke ein Zeichen, das sowohl eine Buchstabenfolge als auch grafische Gestaltungselemente aufweist. Der grafische (Bild-)Anteil wird mit der Wiener Klassifikation beschrieben.
Eine Wort-Bild-Marke kann auch nur aus Text bestehen, wenn die Schrift selbst grafische Merkmale aufweist, z. B. eine spezielle Schriftart. Wenn die Marke hingegen mit einer handelsüblichen Schreibmaschine darstellbar ist, gilt sie als Wortmarke.
Durch eine Wort-Bild-Marke können Begriffe markenrechtlich geschützt werden, die als reine Wortmarken wegen mangelnder Unterscheidungskraft oder eines bestehenden Freihalteinteresses – beispielsweise beschreibende Begriffe – dem Markenschutz nicht zugänglich sind. Der entstehende Schutz erstreckt sich dann auf die Gesamtheit der Wort-Bild-Marke, d. h. auf beide Bestandteile (Wort und Bild).
Stünde einer Eintragung als reine Wortmarke nichts entgegen, dann kann die Wort-Bild-Marke über die Kombination aus Wortlaut und Grafik hinaus auch den reinen Wortlaut schützen. Entscheidend ist der Gesamteindruck, der erfahrungsgemäß in erster Linie vom Wortbestandteil geprägt wird. Der Wortbestandteil ist die einfachste Möglichkeit, die Wort-Bild-Marke zu benennen.
Da der Inhaber einer eingetragenen Marke aufgrund des Benutzungszwangs gezwungen ist, seine Marke zu benutzen, dürfen die Abweichungen zwischen der eingetragenen und der benutzten Marke nur unwesentlich sein.

## Weitere Markenarten
- Hörmarke
- Farbmarke
- Geruchsmarke